# Aksu (Isparta)
Pour les articles homonymes, voir Aksu.
Aksu est une ville et un district de la province d'Isparta dans la région méditerranéenne en Turquie.